# 멜리사노랑귀박쥐
멜리사노랑귀박쥐(Vampyressa melissa)는 주걱박쥐과(신세계잎코박쥐과)에 속하는 박쥐의 일종이다. 콜롬비아 남부 지역과 에콰도르 그리고 페루에서 발견된다.